# Marco Valerio Mesala (cónsul 226 a. C.)
Marco Valerio Máximo Mesala (en latín, Marcus Valerius Maximus Messalla), hijo probable del consular Manio Valerio Máximo Corvino Mesala, fue cónsul en el año 226 a. C. con Lucio Apustio Fulón como colega.
Su año en el cargo lo empleó en la organización de una leva general entre los pueblos itálicos contra una esperada invasión de los galos de ambos lados de los Alpes.